# Varietà della lingua lombarda

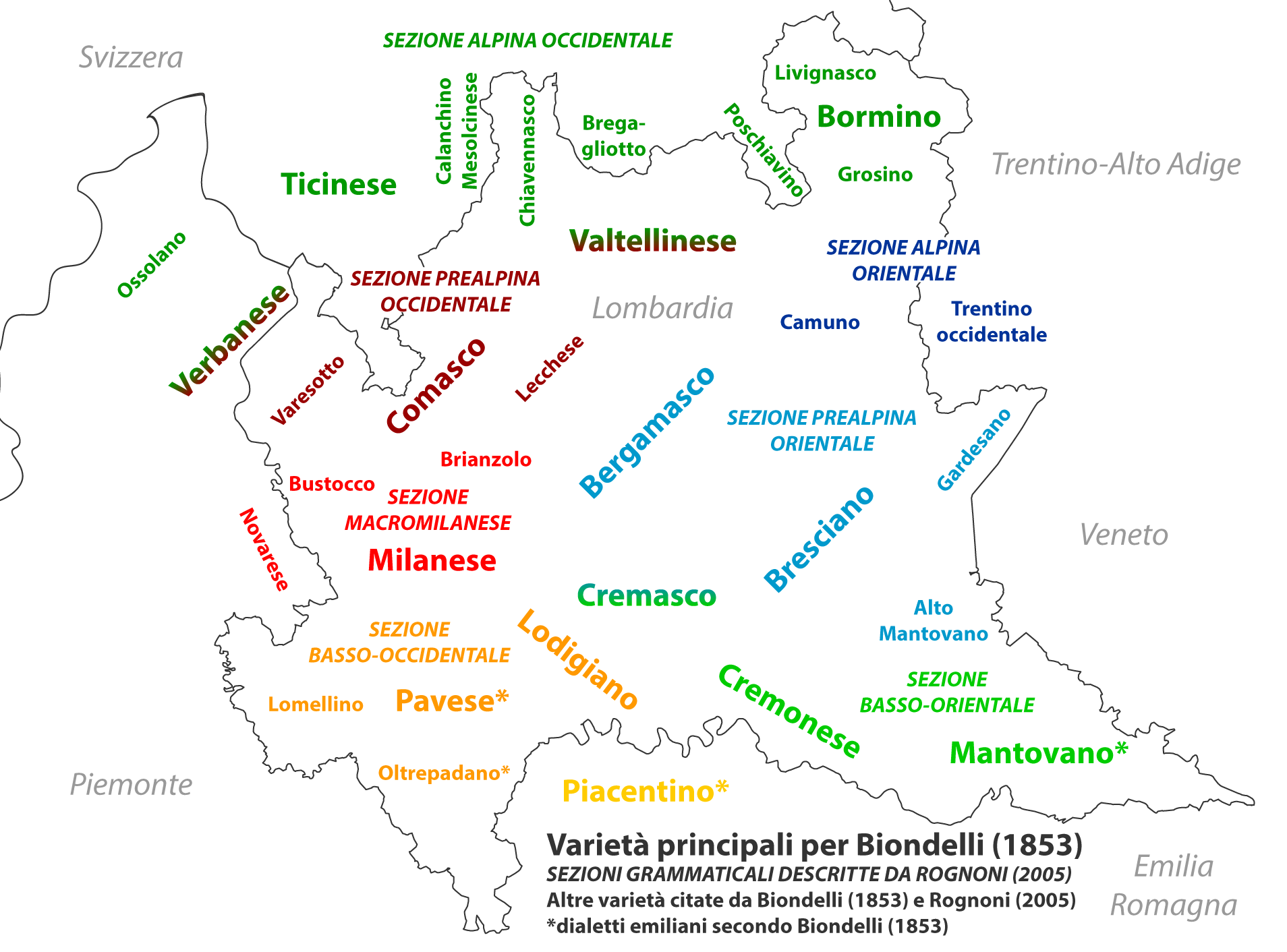
Mappa delle varietà locali della lingua lombarda

Le varietà della lingua lombarda sono le parlate romanze, di tipo gallo-italico, che concorrono a formare il diasistema dei dialetti lombardi, definito per la prima volta da Bernardino Biondelli nel Saggio sui dialetti gallo-italici del 1853; le varie classificazioni individuano varietà su diversi livelli, a partire da quelle principali (occidentale e orientale), fino ad arrivare alle singole parlate locali.

## Generalità
Passaggio di /y/ a /ø/ in sillaba chiusa
     Plurale adesinenziale dei femminili
     Infinito adesinenziale dei verbi della terza coniugazione latina -ere
     Esito sonoro /ʤ/ del latino -cl- intervocalico
     Participio passato in -at
     Articolo determinativo femminile plurale i

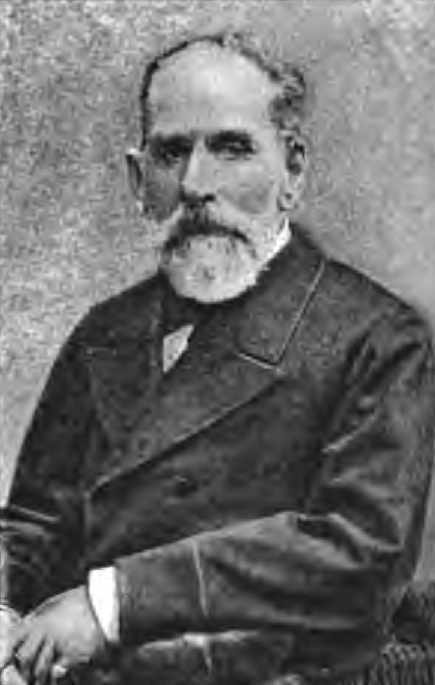
Bernardino Biondelli, il linguista che classificò i dialetti lombardi

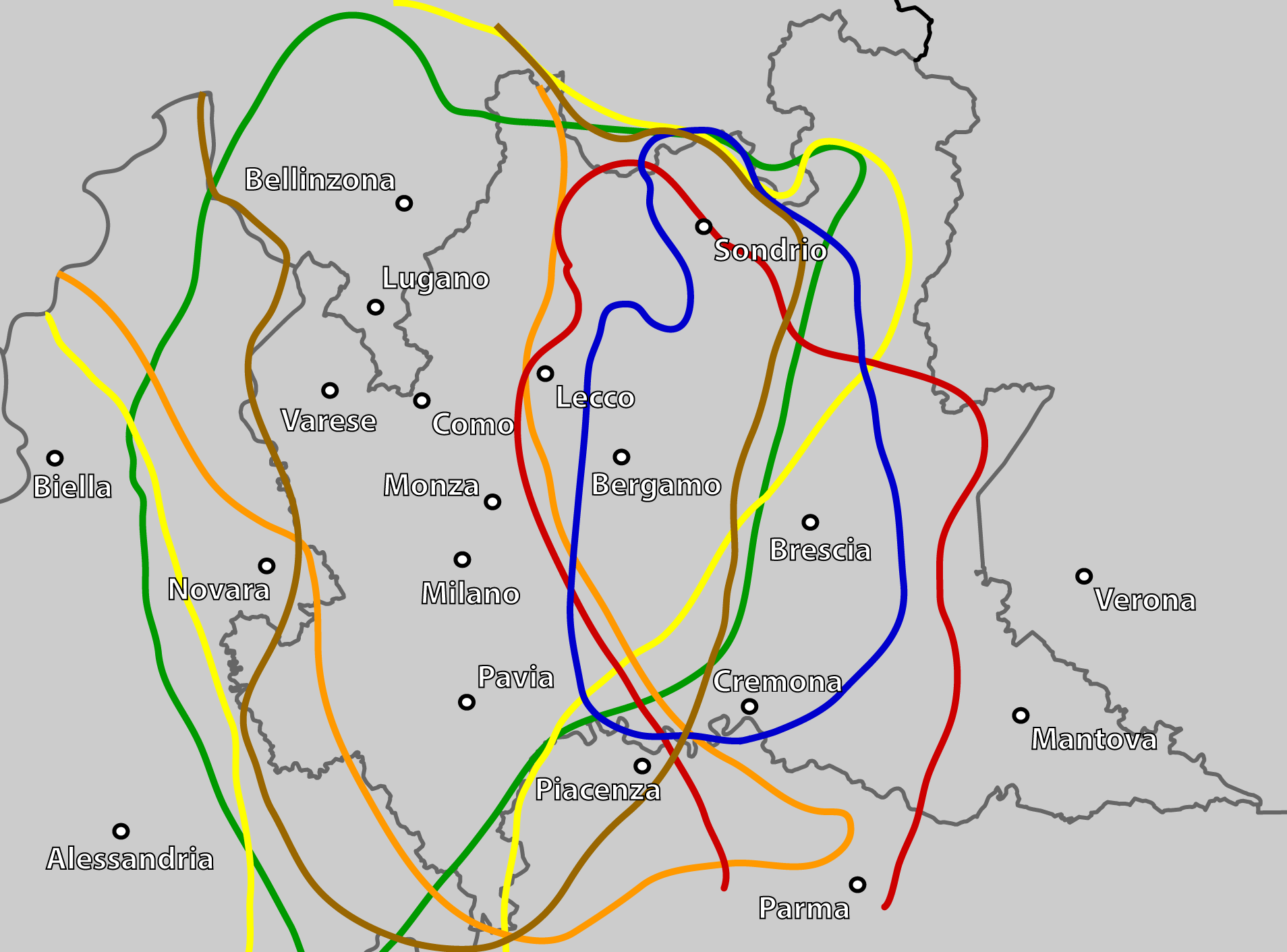
Principali isoglosse interne all'area lombarda:
Passaggio di /y/ a /ø/ in sillaba chiusa
Plurale adesinenziale dei femminili
Infinito adesinenziale dei verbi della terza coniugazione latina -ere
Esito sonoro /ʤ/ del latino -cl- intervocalico
Participio passato in -at
Articolo determinativo femminile plurale i

La formazione della lingua lombarda moderna è fatta risalire al periodo compreso tra il Quattrocento e il Cinquecento, periodo in cui i dialetti gallo-italici di questa area iniziarono a convergere – in diversa misura – verso una koinè regionale, fenomeno attribuito da alcuni autori alla forza centralizzatrice della città di Milano.
Sovrapposte però al lombardo comune (termine con cui oggi si designano collettivamente le varietà delle aree maggiormente urbanizzate e che condividono i tratti più caratterizzanti della lingua) possono individuarsi aree più ristrette e con elementi propri.
Le due varietà principali, secondo la classificazione fatta per la prima volta da Bernardino Biondelli a metà del XIX secolo e più abbandonata, sono quella orientale (transabduano o orobico) e quella occidentale (denominata anche nei secoli scorsi cisabduano o insubre), areali che presentano differenze principalmente fonetiche e morfologiche, pur restando coerenti dal punto di vista fonologico.
Differenze si trovano anche all'interno del ramo orientale, mentre il ramo occidentale presenta un numero di variazioni minime (principalmente riguardante il gruppo vocalico /o/, /ɔ/ e il passaggio da /ts/ a /s/); le due varianti assumono poi differenze interne a seconda dei vari luoghi soprattutto nelle località prossime ai confini linguistici, come capita spesso nella Romània continua.
Fa notare Andrea Rognoni, in Grammatica dei dialetti della Lombardia:
Il lombardo occidentale e quello orientale hanno iniziato a differenziarsi a partire dal Medioevo: in precedenza le due realtà erano infatti molto più simili; le tracce di questa unitarietà sono percepibili ancora oggi nella presenza di peculiarità dell'orientale in alcune varietà occidentali (come brianzolo, comasco e ticinese) e viceversa: alcune aree del Bergamasco, del Bresciano e del Trentino hanno infatti mantenuto fino ai tempi moderni tratti distintivi del lombardo occidentale.
Vi sono pertanto differenze fonetiche che non seguono il confine orientale/occidentale: è il caso, ad esempio, della lenizione delle consonanti occlusive in fine parola (come /lɛʧ/ e /frɛʧ/, "letto" e "freddo"), che accomuna il bergamasco alle varietà occidentali; tra queste ultime, invece, il milanese urbano l'abbandonò parzialmente ai primi dell'Ottocento (passando alle forme /lɛt/ e /frɛd/), un fenomeno che il Biondelli vede come un tentativo di avvicinamento alla "lingua aulica", ossia all'italiano.
Anche dal punto di vista lessicale vi sono differenze tra Milano ed altre aree: infatti, ai milanesi tos (it. "ragazzo"), gioven (it. "celibe"), legnamee (it. "falegname"), ghezz (it. "ramarro"), erbion (it. "piselli"), scighera (it. "nebbia") e straluscià (it. "lampeggiare"), corrispondono gli omologhi bergamaschi e bresciani s-cet, pöt, marengù, ligoròt / lüsertù, ruàia / roaiòt, ghèba e sömelgà; alcuni dei termini orientali sono comunque rintracciabili anche in area occidentale e viceversa: è il caso di ghiba e sumelegà (testimoniati nel brianzolo dal Cherubini), oppure di ghèz e scighera (riportati anche nel bergamasco dal Tiraboschi).
È quindi possibile osservare, più che un vero e proprio confine tra occidentale e orientale, una progressiva influenza esterna della lingua veneta, che è particolarmente evidente nel dialetto bresciano, parlato più ad est – ad esempio – del bergamasco:
| italiano | milanese | bergamasco | bresciano | veneto  |
| notte    | /nɔʧ/    | /nɔʧ/      | /nɔt/     | /ˈnɔte/ |
| zucche   | züch     | söch       | söche     | suche   |
| battere  | bat      | bat/batí   | bàter     | bàtar   |

Sovrapposti al lombardo occidentale e a quello orientale sono presenti altri due tipi di dialetti lombardi, che sono di transizione poiché fanno da "cerniera" con le aree contigue a nord e a sud dei confini della regione linguistica lombarda: quelli settentrionali sono definiti come alpini, quelli meridionali anche come di crocevia.
I dialetti alpini sono quelli che hanno meglio conservato alcune peculiarità dei proto-dialetti dell'Italia settentrionale che si parlavano in quasi tutta la Pianura Padana prima dell'epoca medievale; questi avevano un forte connotazione gallo-romanza, impronta che poi si è mitigata: è il caso - ad esempio - del termine "le capre", che in dialetto milanese medievale doveva pronunciarsi /lasˈkavras/.
Le diverse parlate della Lombardia meridionale sono invece definite da alcuni autori anche come "dialetti di crocevia", oppure "dialetti misti" (alla luce delle influenze emiliane, piemontesi e liguri nella provincia di Pavia, emiliane e venete nel mantovano, e ancora emiliane a Cremona).

## Lombardo comune

### Caratteristiche
Le varietà parlate nelle aree più urbanizzate sono indicate col termine lombardo comune; in queste sono infatti individuabili i tratti fonologici comuni che più caratterizzano il lombardo nel continuum gallo-italico, i quali possono riassumersi con:
- la desinenza anteriore /i/~/e/ nella prima persona del presente indicativo (milan. /miˈpødi/ come bergam. /meˈpøde/, it. "io posso"), caratteristica strettamente panlombarda (in opposizione agli esiti posteriori o in apocope delle varietà vicine);
- la tendenza alla caduta delle vocali atone finali diverse da /a/;
- la presenza della vocale /y/, talvolta aperta finanche a coincidere con /ø/ in sillaba chiusa, sorta da palatalizzazione di Ū latina;
- la presenza della vocale /ø/, sorta da palatalizzazione di Ŏ latina, estesa anche ai casi di finale diversa da /i/ e /u/, a differenza dei dialetti alpini (dove si può osservare invece /fjøl/, "figliuolo", ma femminile /ˈfjɔla/);
- la degeminazione e la lenizione consonantiche, la sonorizzazione delle sorde intervocaliche (come in /ˈrøda/, "ruota") e la caduta di D intervocalica (come in /ˈkua/, "coda");
- la velarizzazione, la vocalizzazione o la caduta di N postvocalica (come /maŋ/~/mãː/~/ma/, "mano");
- lo sviluppo di /ʦ/, e poi di /s/ o /ʃ/, da C davanti a E e I (come /ˈsima/, "cima");
- l’esito palatale /ʧ/ da CT latino (come /laʧ/, "latte"; /nɔʧ/, "notte"), caratteristicamente lombardo, ma ignoto invece a molti dialetti alpini, dove è rimasto alla fase /jt/ (come in piemontese), oggi in regresso verso l'italiano (oltre che emiliano e veneto) /t/;
- la risoluzione dei nessi PL, BL, FL, CL, GL a /pj/, /bj/, /fj/, /kj/, /gj/, con anche – per questi ultimi due – una successiva palatalizzazione in /ʧ/ e /ʤ/ (come /ʧaˈma/, "chiamare"; /ˈʤanda/, "ghianda");
- la metafonesi dovuta alla caduta di I finale, per cui /ɛ/ ed /i/ toniche si riducono a /i/ e /u/ al plurale (come /kwɛst/, "questo", ma plurale /kwist/; /kaˈvɛl/, "capello", ma plurale /kaˈvi/), fenomeno un tempo diffuso e oggi residuale, ma ancora presente nei dialetti alpini, dove si estende anche ad /a/, /e/ ed /ɔ/ (come /sɔld/, "soldo", ma plurale /søld/; /cɔr/, "cuore", ma plurale /cør/);
- il pronome /ge/ o /ga/ ("gli"), che condivide con il ligure.

Questi fenomeni, in larga parte, erano già presenti ai tempi di Bonvesin de la Riva, quando si andò creando in Lombardia una sorta di lingua illustre, soppiantata nei secoli successivi dalla norma toscana.

### Koinè regionale
Secondo Glauco Sanga, uno dei principali studiosi della linguistica lombarda, è possibile individuare una koinè regionale che coincide in buona parte col dialetto di Milano, in quanto centro principale della regione, nonché varietà lombarda più italianizzata; pur conservando i tratti fonetici principali dell'area di provenienza del parlante, questa si caratterizza per essere priva dei tratti più marcatamente locali, in modo da consentire la comunicazione trans-provinciale.
La stessa koinè regionale presenta quindi un maggior grado di italianizzazione rispetto alle koinè provinciali, ossia quelle che fanno riferimento agli altri centri urbani della regione, alle quali si affianca; l'avvicinamento all'italiano avviene soprattutto in ambito lessicale, adattandone foneticamente i termini (si riporta, ad esempio, /utu'mɔbil/ per "automobile") e con il progressivo abbandono di quelli che si discostano dall'italiano (come /erˈbju(ŋ)/ per "piselli" e /ʧiˈfu(ŋ)/ per "comodino", sostituiti da /piˈzɛj/ e /cumuˈdi/), a fronte di altri che invece sopravvivono (come /erbuˈri(ŋ)/ per "prezzemolo" e /tuˈmates/ per "pomodori").
Le parole più frequenti e generiche tendono a conservare la forma regionale (come /ʧaˈpa/ per "prendere", /veˈɲi ˈfø(ra)/ per "uscire"), mentre altre evidenziano la necessità d'uso del lessico di derivazione italiana (come /diveŋˈta/, /trasfeˈri/, /fraˈsju(ŋ)/), soprattutto nel caso di termini tecnici o di recente introduzione; si nota infatti, ad esempio, come il lessico regionale originario si adatti meglio al contesto agricolo (ossia del passato) rispetto a quello industriale.
Mentre l'influenza dell'italiano sulla morfologia è generalmente minore, più grande è l'influenza in ambito fonologico, con un riassetto nella quantità e nella distribuzione dei fonemi; questo avviene non tanto con una tendenza ad avvicinarsi foneticamente all'italiano, quanto a creare delle corrispondenze di suoni (/t/ intervocalico italiano = /d/ lombardo, /u/ italiano = /y/ lombardo, ecc), in modo da poter traslitterare agilmente un termine da una lingua all'altra, eliminando i mutamenti troppo marcati.
Il processo di convergenza non ha portato quindi all'eliminazione della diversità linguistica tra i due registri (lombardo e italiano di Lombardia), come nel caso di una vera e propria sostituzione linguistica, ma piuttosto ad una reciproca trasformazione fonologica, grammaticale e lessicale; vi è pertanto una riduzione della diversità sostanziale, ma il mantenimento di una diversità formale.

## Lombardo occidentale

### Caratteristiche
Il lombardo occidentale è parlato nella città metropolitana di Milano e nelle province di Monza-Brianza, Como, Lecco, Varese, Sondrio, Lodi e Pavia in Lombardia, nelle province di Novara e del Verbano-Cusio-Ossola in Piemonte, e nella Svizzera italiana.

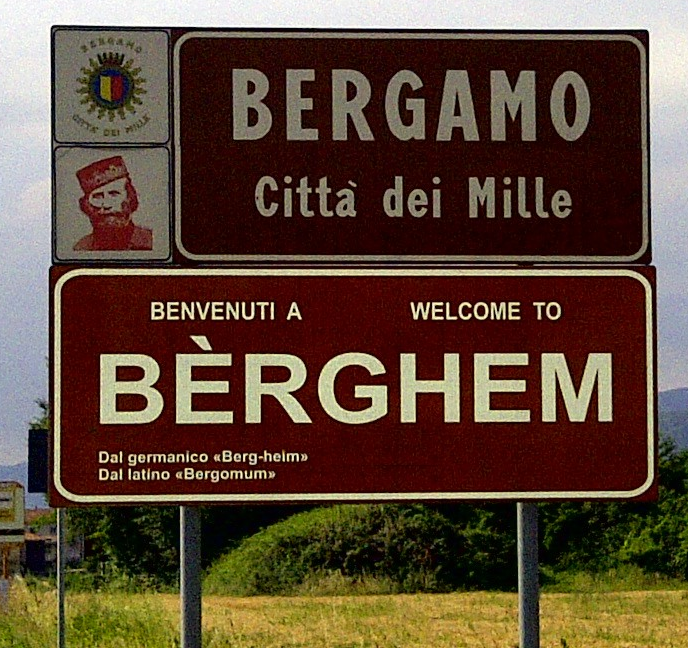
Cartello di ingresso a Bergamo, con il nome della città scritto in italiano e in bergamasco

Le peculiarità del lombardo occidentale sono:
- presenza di vocali brevi e lunghe, ad esempio per distinguere il participio passato (vocale lunga: /fiˈniː/, it. "finito") dall'infinito (vocale breve: /fiˈni/, it. "finire");
- differenziazione dei gruppi s (/sɛt/, it. "sette"), ce/ci (/ʃiˈgula/, it "cipolla") e tj (/kaˈvɛʦa/, it. "cavezza"), che ha origine dal tardo latino (septem, cepulla e capitia);
- presenza di vocali nasali lunghe nate dalla fusione con le consonanti nasali seguenti (/kãː/, it "cane"; /bẽː/, it. "bene"; /karˈbõː/, it. "carbone"; /vỹː/, it "uno");
- presenza del rotacismo per -l- intevocalica (/kanˈdira/, "candela"; /ˈpyres/, it. "pulce"), comune in tutti i dialetti lombardi occidentali fino al XIX secolo, poi conservata solo da alcune varietà locali (come il brianzolo, il ticinese e il legnanese);
- presenza dei gruppi /ʧ/ (/nɔʧ/, it. "notte") e /ʤ/ (/oˈrɛʤa/, it. "orecchio"), che derivano dagli esiti latini -ct- e -cl-;
- plurale dei sostantivi femminili terminanti in -a effettuato con l'eliminazione dell'ultima vocale (dɔna, it. "donna", pl. dɔn; tsyka, it. "zucca", pl. tsyk).

Determinante è stato il ruolo del lombardo occidentale nella formazione in epoca medievale dei dialetti gallo-italici di Basilicata (Potenza, Picerno, Tito, ecc.) e di Sicilia (Aidone, Piazza Armerina, Nicosia, San Fratello ecc.).

### Sezioni
Le varietà occidentali possono essere a loro volta suddivise, dal punto di vista grammaticale, in quattro sezioni omogenee, denominate macromilanese, lombardo-prealpino occidentale, lombardo-alpino occidentale e basso-lombardo occidentale.

#### Macromilanese
Il macromilanese include i dialetti lombardi parlati nelle province di Milano, Monza-Brianza, l'area centro-meridionale della provincia di Novara e nella parte settentrionale dei quella di Pavia; principali varietà di questa sezione sono:
- il dialetto milanese, parlato in provincia di Milano e nella parte settentrionale della provincia di Pavia;
- il dialetto brianzolo[21], parlato in Brianza[22], che presenta tracce del lombardo orientale[23];
- il dialetto monzese, parlato nella città di Monza e in alcuni comuni limitrofi;
- il dialetto novarese, parlato a Novara e provincia, con varianti di transizione piemontesi nei comuni più occidentali[24];
- il dialetto bustocco, parlato a Busto Arsizio, a ovest della valle Olona, che si stacca notevolmente sia dal milanese[25] sia dagli altri dialetti parlati nelle località più prossime a Busto Arsizio[26], così come da tutti gli altri dialetti lombardi[27][28];
- il dialetto legnanese, parlato nei dintorni di Legnano, il cui legame con Milano influenzò anche il vernacolo, differenziandolo dal limitrofo dialetto bustocco[29], ma che continua a conservare una cospicua diversità rispetto alla parlata meneghina[30].

#### Lombardo-prealpino occidentale
Il lombardo-prealpino occidentale include i dialetti delle province di Como, Varese e Lecco (eccetto le aree brianzole), della parte centro-occidentale della provincia di Sondrio, del Sottoceneri (nel Canton Ticino) e l'area del Lago Maggiore tra le province di Novara del Verbano-Cusio-Ossola; le principali varietà sono:
- il dialetto comasco, parlato in quasi tutta la provincia di Como, tranne l'estrema punta settentrionale del Lario, e nel Sottoceneri;
- il dialetto varesotto[N 2], parlato nella parte settentrionale della provincia di Varese;
- il dialetto lecchese[N 2], parlato nella città di Lecco, in alcuni comuni limitrofi, in Valsassina e sulla sponda orientale del Lago di Como, che è considerato uno dei dialetti "cerniera" tra il lombardo occidentale e quello orientale[31][32];
- il dialetto valtellinese, parlato in parte della provincia di Sondrio e nella parte più settentrionale della provincia di Como;
- il dialetto verbanese, parlato nella provincia del Verbano-Cusio-Ossola e nella parte settentrionale della provincia di Novara, nonché sulla sponda orientale del Lago Maggiore, nell'alto verbano, tra la svizzera e la frazione di intra è presente la variante intrese.

#### Basso-lombardo occidentale
Il basso-lombardo occidentale include le aree più meridionali della Lombardia a ovest del fiume Adda, ed è caratterizzato da elementi di transizione con le parlate piemontesi ed emiliane; in parte della Lombardia meridionale si estende il continuum dialettale emiliano-romagnolo: pertanto, i dialetti pavese e oltrepadano (talvolta definiti pavese-vogherese), parlati nel circondario di Pavia e nell'Oltrepò Pavese, sono spesso associati alla lingua emiliana (codice ISO 639-3 "eml"); già nel 1853 Bernardino Biondelli, nel suo "Saggio sui dialetti gallo-italici", inseriva il pavese nel novero delle parlate di tipo emiliano, associandolo al parmigiano, insieme al piacentino.
Caratteristica precipua di quasi tutto il Pavese è la presenza di una a chiusa, soggetta a dileguo e di difficile definizione fonetica, che copre una gamma di suoni intermedi tra a ed e come esito di a protoniche e postoniche, di a toniche prima di m e n, e in alcuni casi di e protoniche e toniche; tale vocale, simile a /ɐ/, è condivisa con le varietà piacentine; altro tratto che discosta i dialetti del Pavese dal lombardo è la e semimuta tonica (/ə/) del piemontese e del piacentino, assente però nel nord della provincia (linguisticamente lombardo-occidentale) e a Pavia, dove è forte l'influsso del milanese.
Le principali varietà di questa sezione sono:
- il dialetto lodigiano, parlato nella maggior parte della provincia di Lodi[1].
- il dialetto lomellino, parlato nella Lomellina, zona occidentale della provincia di Pavia[42];
- il dialetto vigevanasco, parlato nella città di Vigevano e nei comuni limitrofi, nella Lomellina settentrionale;[[[Aiuto:Chiarezza|La varietà vigevanese sembra essere già trattata nelle voce indicata sopra, cioè quella relativa al dialetto lomellino.]]];
- il dialetto pavese, il quale però - come detto - è stato da taluni autori considerato un dialetto emiliano.

#### Lombardo-alpino occidentale

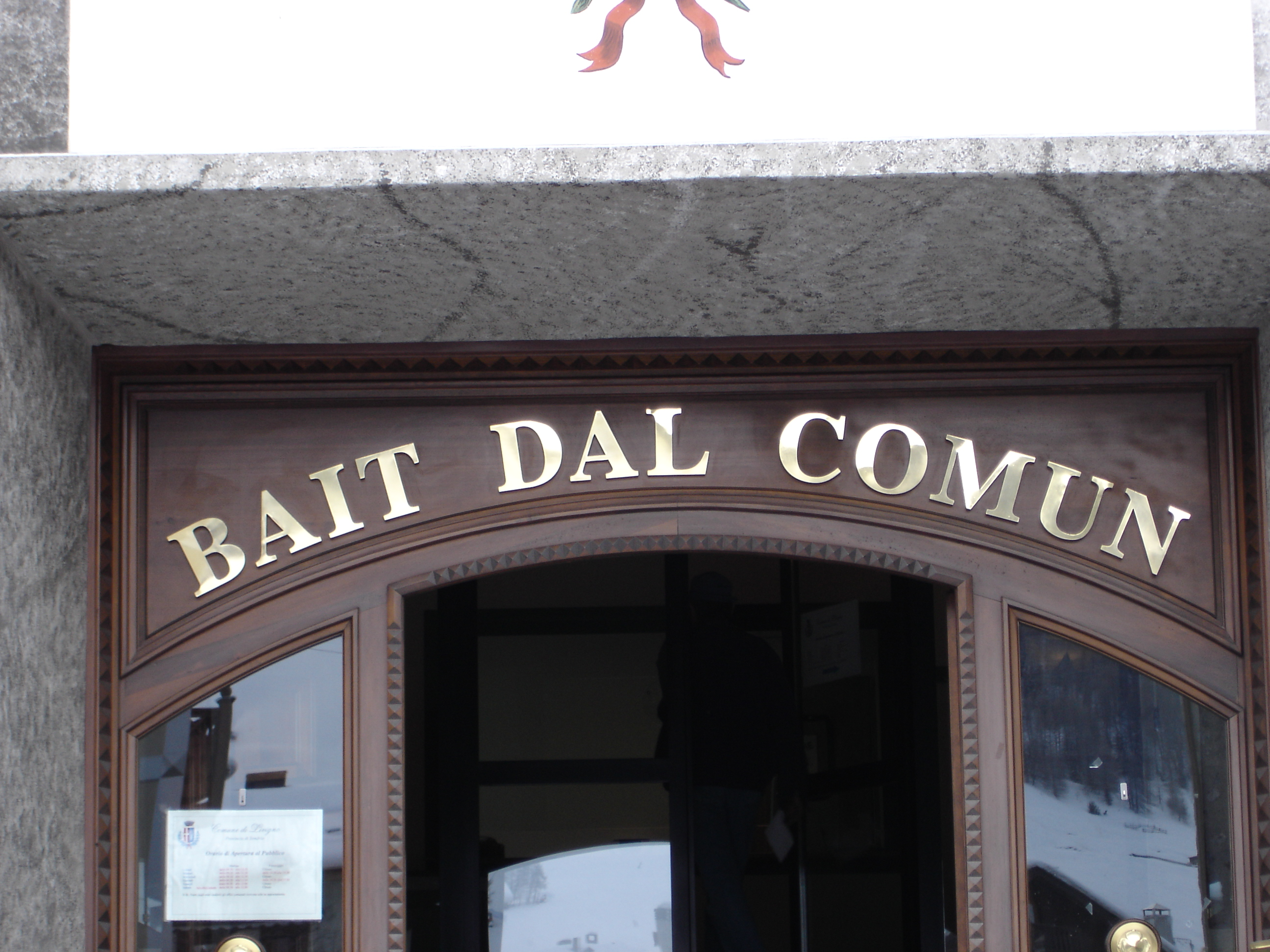
Il municipio di Livigno, comune in provincia di Sondrio, con la scritta in lombardo livignese, molto influenzato dal romancio

Il lombardo-alpino occidentale, che è caratterizzato da tratti arcaici e da talvolta da alcune influenze della lingua romancia, idioma diffuso più a nord, è un insieme di varietà parlate, da ovest a est, nella parte settentrionale della Val d'Ossola, nel Sopraceneri del Canton Ticino, nelle valli del Grigioni italiano e nell'alta Valtellina.
In quest'area si possono riconoscere peculiarità proprie dei proto-dialetti gallo-romanzi di epoca medievale, visibili anche nella lingua francese, in particolare quella medievale:
- palatalizzazione di /k/ e /g/ quando seguite da /a/: ad esempio /can/ (it. "cane") e /ɟat/ (it. "gatto"), analogamente ai francesi chien e chat;
- mantenimento dei nessi consonantici in presenza della /l/: ad esempio /blank/ (it. "bianco"), /klaf/ (it. "chiave"), /ˈflama/ (it. "fiamma"), /glaʧ/ (it. "ghiaccio"), /pløf/ (it. "piove"), analogamente ai francesi blanc, clef, flamme, glace e il pleut.
- esito /jt/ del latino CT, contrariamente alla palatalizzazione visibile nel lombardo comune;
- conservazione di /u/ dal latino Ū in alcune valli (Bormio, Mesolcina, Onsernone, Sottoceneri, parte del Malcantone e della Valle Capriasca), in luogo della /y/ del lombardo comune, la quale potrebbe piuttosto anche essere una ricostruzione;
- sviluppo di A in /e/, in sillaba aperta (come nel ticinese /ˈera/, "ala");
- sviluppo di C in /ɛ/, davanti a E e I (come /ˈɛjma/, "cima").

Le principali varietà dialettali del lombardo-alpino occidentale sono:
- il dialetto ossolano, parlato nella Val d'Ossola e nel Cusio;
- il dialetto ticinese, parlato nell'omonimo cantone svizzero, in particolare nel Sopraceneri;
- quelle del Grigioni italiano, parlate nelle valli Mesolcina, Calanca, Bregaglia e Poschiavo;
- il dialetto bormino (o bormiese) e il dialetto livignasco, parlati nell'Alta Valtellina;
- il dialetto chiavennasco, parlato nella zona di Chiavenna[43].

## Lombardo orientale

### Caratteristiche
Il lombardo orientale è parlato nelle province di Brescia, Bergamo, Mantova e Cremona, nei comuni lecchesi della Valle San Martino e nel Trentino occidentale.
Le peculiarità del lombardo orientale sono:
- mancanza della vocale lunga per differenziare vocaboli con significato differente, ma aventi la stessa fonologia (ad esempio /kar/ per gli it. "caro" e "carro");
- convergenza in s dei latini s, ce/ci e tj, come nei dialetti veneti (/sɛt/, it. "sette"; /siˈgola/, it. "cipolla"; /kaˈɛsa/, it. "cavezza");
- apertura in /ø/ e /e/ degli occidentali /y/ e /i/ in sillaba chiusa (/brøt/, it. "brutto"; /iˈse/, it. "così"; milan. rispettivamente /ˈbryt/ e /inˈʃi/);
- assenza della /v/ intervocalica (/kaˈɛi/, it. "capelli"; /laˈaka/, it. "la mucca"; milan. rispettivamente /kaˈvɛi/ e /laˈvaka/);
- assenza delle consonanti nasali nelle sillabe toniche, senza neppure nasalizzazione della vocale (/ka/, it. "cane"; /kap/, it. "campo"; /ˈveter/, it. "pancia");
- palatizzazione nel plurale dei sostantivi terminanti in /-t/ e /-n/. (/gaʧ/, it. "gatti"; /ˈazeɲ/, it. "asini"; milan. rispettivamente /gat/ e /ˈazen/);
- presenza della consonante dentale finale nei participi passati singolari maschili (/kanˈtat/, it. "cantato"; /fiˈnit/, it. "finito");
- formazione del plurale dei femminili terminanti in -a con la mutazione della desinenza finale in -e (/ˈvake/, it. "vacche").

### Sezioni
Le varietà orientali possono essere a loro volta suddivise, dal punto di vista grammaticale, in tre sezioni omogenee, denominate lombardo-prealpino orientale, lombardo-alpino orientale e basso-lombardo orientale.

#### Lombardo-prealpino orientale
La principale sezione orientale è quella prealpina, che presenta tre varietà principali:
- il dialetto bergamasco, parlato nella provincia di Bergamo e nei comuni lecchesi della Valle San Martino[44][45], con varianti più arcaiche nelle valli laterali orobiche;
- il dialetto cremasco, parlato nella Bassa bergamasca e nel Cremasco (provincia di Cremona)[1]; affine ad esso è il soresinese, parlato a Soresina (CR) e nei comuni limitrofi, di transizione fra il cremasco ed il cremonese;
- il dialetto bresciano, parlato nella provincia di Brescia[1]; affine alla varietà bresciana dell'area gardesana è l'alto mantovano, parlato nei comuni centro-settentrionali della provincia di Mantova[1].

#### Lombardo-alpino orientale
La sezione orientale alpina si riduce a due varietà principali, caratterizzate - anche a causa di isolamento e distanza geografica - da una generale resistenza alle innovazioni provenienti dai principali capoluoghi orientali (Bergamo e Brescia) e dalla conseguente conservazione di alcune caratteristiche arcaiche del tipo occidentale:
- il dialetto camuno, parlato in Valle Camonica e in alcune aree nord-orientali della provincia di Bergamo;
- il dialetto trentino occidentale, parlato nelle valli di Ledro, Rendena e del Chiese.

Biondelli considerava questi dialetti come varietà montane del dialetto bresciano.

#### Basso-lombardo orientale
Vi sono varietà dialettali della Bassa Lombardia centro-orientale che, pur conservando una struttura morfologica lombarda propria, presentano alcuni influssi emiliani; queste sono, in particolare:
- il dialetto cremonese, parlato nell'area centrale della provincia di Cremona;
- il dialetto mantovano, parlato nell'area centrale della provincia di Mantova;

Il mantovano (con la variante basso-mantovana) e il casalasco-viadanese (parlato tra la parte meridionale della provincia di Cremona e quella di Mantova) sono invece associati dal Biondelli al gruppo emiliano del ferrarese.
In dialetto cremonese si evidenzia l'opposizione tra vocali lunghe e brevi anche in sillaba non finale, similmente a dialetti emiliani: veeder /ˈve:der/ (vetro) contrapposto a veder /ˈveder/ (vedere); elemento tipicamente mantovano e di natura emiliana è invece la presenza di –r finale nelle desinenze degli infiniti dei verbi (andar); vocaboli di tipo emiliano, inoltre, si registrano non solo in mantovano e cremonese, ma anche più a occidente.

## Dialetti gergali lombardi
Alcuni dialetti gergali lombardi conosciuti sono:
- il gaì, il gergo ormai quasi estinto dei pastori della Val Camonica e di alcune valli bergamasche;
- lo spasell, gergo commerciale dei valassinesi utilizzato in passato;
- il rungin, parlato in Val Cavargna;
- il rügin, parlato in Val Colla;
- il larpa iudre, ancor oggi molto diffuso in Svizzera nel Mendrisiotto, il cui utilizzo, analogamente allo spasell, ha lo scopo di non farsi capire al di fuori della regione di provenienza dei parlanti.

### Annotazioni
1. ↑  Sistema superiore che riunisce più sistemi inferiori, anche solo parzialmente omogenei dal punto di vista fonematico, morfologico e lessicale (Treccani)
2. 1 2  Ai tempi della pubblicazione del Biondelli, il 1853, la Provincia di Como austriaca includeva le aree settentrionali delle province di Varese e Lecco.

### Fonti
1. 1 2 3 4 5 6 7 8 9 10 11   Bernardino Biondelli, Saggio sui dialetti gallo-italici, 1853,  pp. 4-5.
«Il dialetto principale rappresentante il gruppo occidentale si è il Milanese, e ad esso più o meno affini sono: il Lodigiano, il Comasco, il Valtellinese, il Bormiese, il Ticinese e il Verbanese. Il  gruppo  orientale  è  rappresentato  dal  Bergamasco,  al  quale sono  strettamente  congiunti,  per  comuni  proprietà,  il  Cremasco, il  Bresciano  e  il  Cremonese.

Il Milanese è il più esteso di tutti. Oltre alla provincia di Milano occupa una parte della pavese fino a Landriano e Bereguardo; e, varcando quivi il Ticino, si estende in tutta la Lomellina e nel territorio novarese compreso tra il Po, la Sesia ed il Ticino, fino a poche miglia sopra Novara.

Il Lodigiano si parla entro angusti limiti, nella breve zona compresa tra l'Adda, il Lambro ed il Po, risalendo fino all'Addetta nei contorni di Paullo; inoltre occupa un piccolo lembo lungo la riva orientale dell'Adda, intorno a Pandino e Rivolta.

Il Comasco estèndesi in quasi tutta la provincia di Como, tranne l'estrema punta settentrionale al di là di Menagio e di Bellano a destra e a sinistra del Lario; e in quella vece comprende la parte meridionale Piana del Cantone Ticinese, sino al monte Cènere.

Il Valtellinese occupa colle sue varietà le valli alpine dell'Adda, della Mera e del Liro, inoltràndosi ancora nelle Tre Pievi, lungo la riva del Lario, intorno a Gravedona , e a settentrione nelle quattro valli dei Grigioni italiani, Mesolcina, Calanca, Pregallia e Puschiavina.

L'estremità più elevata settentrionale della valle dell'Adda, che comprende a un dipresso il distretto di Bormio, colla piccola valle di Livigno situata sull'opposto pendio del monte Gallo, è occupata dal dialetto Bormiese.

Il Ticinese è parlato nella parte settentrionale del Cantone Svizzero d'egual nome, al norte del monte Cènere, in parecchie varietà, tra le quali distinguonsi sopra tutto le favelle delle valli Maggia, Verzasca, Leventina, Bienio ed Onsernone.

Il Verbanese estèndesi tra il Verbano, il Ticino e la Sesia, dalle Alpi lepóntiche fin presso a Novara, ed è quindi parlato lungo ambe le sponde del Verbano, spaziando ad occidente in tutte le vallate che vi affluiscono, ed insinuàndosi nella più estesa della Sesia colle sue affluenti del Sermenta e del Mastallone.

Il Bergamasco confina a settentrione col Valtellinese, da cui lo divide l'alta catena delle Prealpi orobie; ad occidente col Comasco e col Milanese. Esso occupa le valli del Brembo e del Serio, confinando ad oriente col Bresciano, e, giunto alla pianura, si stende tra l'Ollio e l'Adda, scendendo fin sopra i Mosi di Crema.

Il Cremasco è una breve continuazione del Bergamasco, a mezzogiorno del quale si estende sino alla foce del Serio, occupando i soli distretti VIII e IX della provincia di Lodi.

Il Bresciano è parlato nell'estesa valle dell'Ollio, in quella del Clisio fin entro il Tirolo, e lungo la riva destra del lago Benaco, fino a Desenzano; di là per una linea trasversale, che discende fino a Canneto sull'Ollio, confina col Mantovano.

Il Cremonese per ùltimo giace tra gli indicati confini del Lodigiano, del Cremasco e del Bresciano, e la riva sinistra del Po, che segue dalla foce dell'Adda sin presso a quella dell'Ollio, dove confina col Mantovano.»
2. 1 2 3 4 5 6 7 8 9   Andrea Rognoni, La divisione della Lombardia in aree o sezioni, in Centro delle culture lombarde, Grammatica dei dialetti della Lombardia, a cura di Andrea Rognoni, Milano, Mondadori, 2005,  pp. 8-9.
«Come avevamo già scritto nella premessa a Parlate e dialetti della Lombardia. Lessico comparato, la Lombardia, dal punto di vista della grammatica dialettale, può essere suddivisa in sei varietà, corrispondenti a sei aree o sezioni: lombardo-alpino (provincia di Sondrio), lombardo-prealpino occidentale (province di Como, Varese e Lecco), lombardo-prealpino orientale (Bergamo e Brescia), basso-lombardo occidentale (Pavia e Lodi), basso-lombardo orientale (Cremona e Mantova), macromilanese (provincia di Milano e futura provincia di Monza). Alcuni linguisti, ad esempio lo stesso Lurati, definiscono il basso-lombardo, sia occidentale che orientale, area di dialetti "di crocevia", in virtù degli intrecci con il piemontese, l'emiliano e il veneto, vale a dire con gli idiomi galloitalici finitimi, a conferma di quanto detto sopra, cioè che la Lombardia presenta dei confini linguistici poco netti e compartecipa dei tratti più caratteristici di tutte le regioni del Nord. Va inoltre ricordato che nelle parti più settentrionali delle quattro province della "Bassa" risultano condominiali alcuni elementi con il lombardo-prealpino orientale e est e con il milanese a ovest.

Per quanto riguarda la delimitazione del cosiddetto "lombardo-alpino", ci sono divergenze tra gli studiosi: alcuni ritengono che l'intera provincia di Sondrio appartenga a questa area di forte condizionamento retico specialmente nella fonetica, altri che vadano intesi come alpini solo i dialetti dell'Alta Valtellina (Grosio, Bormio e Livigno) e della Val Chiavenna.

Vedremo più avanti le caratteristiche grammaticali che attestano l'appartenenza di ogni città a una delle sei aree linguistiche. È importante segnalare subito, invece, come è stato scritto dalla maggior parte degli studiosi, che le parlate lombarde travalicano i confini amministrativi a ovest, a nordovest e a nordest. Idiomi caratterizzati da tratti grammaticali sostanzialmente lombardi si possono ascoltare anche nella provincia di Verbania (varietà lombardo-alpina) e in parte della provincia di Novara (varietà lombardo-prealpina occidentale e milanese), nello svizzero Canton Ticino (varietà lombardo-alpina occidentale nel Sopraceneri e varietà lombardo-prealpina nel Sottoceneri), nella zona sudoccidentale della provincia di Trento (lombardo-alpino orientale) e infine nella parte più occidentale della provincia di Verona (lombardo-prealpino orientale), sulle rive settentrionali del Benaco. Il lombardo-alpino è presente, sia pur in maniera condominiale con il retoromancio, nelle valli Mesolcina, Bregaglia e Poschiavina di un altro cantone svizzero, quello dei Grigioni.

Una differenza sostanziale tra la Lombardia occidentale e la Lombardia orientale è data dal fatto che mentre a oriente non è riuscito ad agire linguisticamente un polo accentratore, a occidente lo sviluppo e la fortuna letteraria della città di Milano hanno contato moltissimo, condizionando dall'esterno sia le parlate appartenenti alla varietà lombardo-prealpina, sia quelle appartenenti alla varietà basso-lombarda, specie all'interno dell'entità idro-geografica posta tra il fiume Ticino e il fiume Adda, chiamata tradizionalmente "Insubria", e soprattutto tra i poli urbani di Varese, Como e la bassa milanese. Un'influenza, seppur blanda, del milanese si è fatta sentire, a est dell'Adda, solo nella zona di Treviglio e dell'Isola (Bassa Bergamasca), nonché nel cremasco e nel cremonese più occidentali.»
3. 1 2  Bernardino Biondelli, Saggio sui dialetti gallo-italici, Milano, 1853.
4. 1 2 3 4 5 6 7 8 9 10 11 12 13 14 15   lombardi, dialetti, in Enciclopedia dell'italiano, Roma, Istituto dell'Enciclopedia Italiana, 2010-2011.
5. ↑   Josh Brown, Il contatto linguistico nel medioevo lombardo, in Revista de Filología Románica, vol. 35, 2018.
«La formazione di una koinè si può considerare la caratteristica principale dello sviluppo della lingua lombarda dal Quattrocento al Cinquecento. Fino a che punto Milano influenzasse la koinè lombarda è tuttavia ancora una questione aperta. Da un lato, alcuni studiosi sostengono che Milano svolgeva un ruolo di forza centralizzatrice per la “milanesizzazione” degli altri volgari lombardi, in
modo simile a quanto accadeva in Piemonte e in Veneto. Dall’altro, molti studi negano a Milano questo ruolo sulla koinè lombarda e ribadiscono l’importanza di verificare se il prestigio di Milano influenzava i volgari non-milanesi.»
6. 1 2 3 4   LOMBARDIA in "Enciclopedia Italiana", su www.treccani.it. URL consultato il 10 gennaio 2023.
7. ↑  Clemente Merlo, L'Italia dialettale 1 (1924): 12-26.
8. ↑  Gabriele Rosa. Dialetti, costumi e tradizioni delle provincie di Bergamo e di Brescia; Tipografia Pagnoncelli, Bergamo, 1857.
9. 1 2 3 4 5 6   Glauco Sanga (Dipartimento di Scienza della Letteratura,
Università di Pavia), Dialettologia lombarda. Lingue e culture popolari, Aurora Edizioni, 1984,  pp. 21-25, 147-148.
10. ↑  Gian Battista Pellegrini, Carta dei dialetti d'Italia, Pacini, Pisa, 1977.
11. ↑   confine linguistico, in Enciclopedia dell'italiano, Roma, Istituto dell'Enciclopedia Italiana, 2010-2011.
12. 1 2  (EN) Glauco Sanga, Lombardy, in Martin Maiden, Mair Parry (a cura di), The Dialects of Italy, Routledge, 1997,  p. 253, ISBN 0-415-11104-8.
«The differences between western Lombard [...] and eastern Lombard [...], together with the transitional areas [...], are too pronounced to allow Milanese to represent the whole of Lombardy. Nevertheless, there was a time when a basically Milanese type extended from Novara up to Trento and across to Verona; and it is this common base that constitutes the unity of the Lombard dialect group, whereas differences are due to later more superficial developments.

Recent research [...] reveal an essentially homogeneous linguistic area (of the Milanese type) stretching from W. Lombardy to the provinces of Trento and Verona, giving ground to the E. Lombard dialect type, spreading out from the cities of Bergarno and Brescia, but failing to submerge these two provinces completely. Resistance to eastern innovations or simply remoteness explain why some valleys (e.g., Gandino, Camonica, Giudicarie, Ledro and Rendena) still speak substantially Milanese-type dialects.»
13. ↑   Bernardino Biondelli, Saggio sui dialetti gallo-italici, 1853,  p. 7.
«Il dialetto milanese, rappresentando il gruppo occidentale, e raccogliendo quindi in sè solo i principali caràtteri comuni, è meglio distinto da' suoi affini per le proprietà esclusive di ciascuno di questi, che non per le proprie. Se non che, essendo parlato nel centro della lombarda civiltà, e trattato per ben tre sècoli da una lunga serie di valenti scrittori, emerge fra gli altri per dovizia di voci, politezza di forme e dolcezza di suoni, accostàndosi sempre più alla lingua aulica generale. Esso infatti va perdendo tutto giorno i vocàboli più strani e più vulgari, ai quali sostituisce mano mano i corrispondenti italiani, ed alle antiche permutazioni di lettere, persistenti nelle campagne e nei vicini dialetti, va sostituendo a poco a poco le forme dell'italiana favella. Per esempio, la passata generazione soleva cangiare sovente la l in r, la t in č, la d in ğ, dicendo scara, vorè, per scala, volere; lèc, strèč, per letto, stretto; frèč per freddo e simili; mentre il Milanese d'oggidì preferisce le forme scala, volè, lèt, strèt, frèd, ec.

La passata generazione faceva uso del passato assoluto nei verbi che la presente ha affatto perduto, ed al quale sostituisce il passato composto coll'ausiliare; onde in luogo delle voci trovè, disè, fè, per trovò, disse, fece, suole ora adoperare l'à trovâ, l'à dit, l'à fâ. Le quali antiche proprietà, serbàndosi tuttavìa in vigore nella campagna e nei vicini dialetti, vàlgono precipuamente a separare da questi il Milanese propriamente detto. Esso però distìnguesi ancora dagli altri per la maggiore frequenza, e pel prolungamento dei suoni nasali che vi prodùcono una speciale cantilena. Suddivìdesi quindi in cìvico e rùstico; il primo è parlato dal pòpolo milanese; il secondo nelle campagne, ove si parla con infinite varietà, e queste vanno a poco a poco assimilàndosi ai più vicini dialetti.»
14. ↑   Francesco Cherubini, Vocabolario Milanese-Italiano: Sopragiunta. Nozioni filologiche intorno al dialetto milanese. Saggio d'osservazioni su l'idioma brianzuolo, suddialetto del milanese, Imp. Regia Stamperia, 1856,  p. 77. URL consultato l'11 gennaio 2023.
15. ↑   Francesco Cherubini, Vocabolario Milanese-Italiano: Sopragiunta. Nozioni filologiche intorno al dialetto milanese. Saggio d'osservazioni su l'idioma brianzuolo, suddialetto del milanese, Imp. Regia Stamperia, 1856,  p. 211. URL consultato l'11 gennaio 2023.
16. ↑   Antonio Tiraboschi, Vocabolario dei dialetti bergamaschi antichi e moderni, Tipografia Fratelli Bolis, 1873,  p. 596. URL consultato l'11 gennaio 2023.
17. ↑   Antonio Tiraboschi, Vocabolario dei dialetti bergamaschi antichi e moderni, Tipografia Fratelli Bolis, 1873,  p. 1177. URL consultato l'11 gennaio 2023.
18. ↑  Glauco Sanga, Dialettologia Lombarda, Aurora Edizioni - Università di Pavia, Pavia, 1984, pag. 8
19. ↑   Vitalità e varietà dei dialetti in "L'Italia e le sue Regioni", su www.treccani.it. URL consultato il 10 gennaio 2023.
20. ↑  Fiorenzo Toso, Le minoranze linguistiche in Italia, Il Mulino, Bologna 2008, p. 137.
21. ↑   Francesco Cherubini, Vocabolario milanese-italiano, vol. 5, 1856,  pp. 289-290.
«Il parlar di Brianza è un suddialetto del Milanese, ed ha communi con quest'ultimo idioma le regole grammaticali considerate nella loro generalità, come anco buona porzione delle voci isolate. Molte però tra queste ultime, e in gran parte anco la pronuncia, differiscono essenzialmente dal milanese idioma»
22. ↑   Brianzolo, su sapere.it, DeAgostini. URL consultato il 4 settembre 2016.
23. ↑  Thompson, 2015, p. 14.
24. ↑   Scampoli diantico dialetto - Introduzione, su ssno.it. URL consultato il 19 settembre 2017 (archiviato dall'url originale il 22 settembre 2017).
25. ↑  Per un milanese è difficile comprendere la parlata stretta bustocca (cfr. Saibene, 1986, p. 132)
26. ↑  Azimonti, 1939, p. 6.
27. ↑  Rognoni, 2005, p. XI.
28. ↑  Sanga, 1984, p. 10.
29. ↑  D'Ilario, 2003, p. 35.
30. ↑  D'Ilario, 2003, p. 22.
31. ↑  Cortelazzo, 1988, p. 28.
32. ↑  Cortelazzo, 1988, p. 64.
33. ↑  Fabio Foresti, Profilo linguistico dell'Emilia-Romagna, Editori Laterza, Bari, 2010, pag. 120
34. ↑  Giuseppe Bellosi, Gianni Quondamatteo, Le parlate dell'Emilia e della Romagna, Edizioni del Riccio, Firenze, 1979, pag. 9
35. ↑  Profilo linguistico dei dialetti italiani, Loporcaro Michele, Editori Laterza, Bari, 2009, pag. 97, cfr Salvioni C., Dell'antico dialetto pavese. Bollettino della Società Pavese di Storia Patria
36. ↑  Devoto Giacomo, Giacomelli Gabriella, I dialetti delle regioni d'Italia, Sansoni Università, Firenze, 1972, pag. 54
37. ↑   Francesco D'Ovidio, Wilhelm Meyer-Lübke, Grammatica storica della lingua e dei dialetti italiani, su archive.org, Hoepli. URL consultato l'11 febbraio 2014.
38. ↑   Bernardino Biondelli, Saggio sui dialetti gallo-italici, 1853.
39. ↑  Monica Tassi in: L'Italia dei dialetti  (a cura di Gianna Marcato), Unipress, Padova, 2008, pag. 67
40. 1 2   Daniele Vitali, Pronuncia, su appennino4p.it, Dove comincia l'Appennino. URL consultato il 21 gennaio 2017.
41. ↑   Daniele Vitali, Dialetti delle Quattro province, su appennino4p.it, Dove comincia l'Appennino. URL consultato il 22 agosto 2020.
42. ↑   LOMELLINA, in Enciclopedia Italiana, Roma, Istituto dell'Enciclopedia Italiana.
43. ↑  Zahner, 1989, p. 42.
44. 1 2   Val San Martino Spot. Dialetto Bergamasco, su valsanmartinospot.it. URL consultato il 1º ottobre 2018 (archiviato dall'url originale il 10 agosto 2018).
45. 1 2   Antonio Martinelli, La Valle San Martino nella storia, Istituto Grafico Litostampa Gorle, 1987,  p. 24, ISBN non esistente.
46. ↑   Bernardino Biondelli, Saggio sui dialetti gallo-italici, 1853,  p. 18.
47. ↑   Bernardino Biondelli, Saggio sui dialetti gallo-italici, 1853,  p. 192.